# Јанко Јелачић
Јанко Јелачић (Куриловец код Велике Горице, 1742. - Загреб, 29. април 1813) је био хрватски подмаршал.

## Биографија
Ступио је у војну службу 1762. године као кадет седмог драгунског пука Карола Јозефа Баћана. Следеће године унапређен је у потпотучника. Године 1767. постао је натпоручник другог банског пешадијског пука, 1769. године сатник у првов банском граничарском пешадијском пуку, 1772. године потпуковник у банском граничарском хусарском пуку, а 1783. године пуковник и заповедник другог банског граничарског пешадијског пука. У Аустријско-турском рату истиче се 1788. године у борбама код Дубице када је унапређен у чин генерала. Године 1790. дошао је до Приједора и разбио је јаке турске снаге код Кнешпоља (12. август). Између 1797. и 1809. године био је подкапетан Краљевине Хрватске, Славоније и Далмације. Стајао је на челу хрватско-славонског устанка 1797. године. Године 1801. постао је подмаршал и заповедник дивизије у Загребу. По Јанку Јелачићу носи назив загребачки предео Јанкомир.